# Diego Camacho (actor)
Diego Camacho Fallón (Bogotá, 7 de noviembre de 1958-Bogotá, 7 de noviembre de 2021), fue un actor colombiano, reconocido por su participación en producciones de cine y televisión como San Tropel, Oye Bonita, El Embajador de la India y Garzón vive.

## Biografía
Camacho nació en Bogotá en 1958. Inició su carrera como actor en su juventud, y logró reconocimiento en su país participando en el filme El Embajador de la India de Mario Ribero y en los programas de televisión El Show de Jimmy, Musiloquísimo, San Tropel y Las aventuras de Eutimio.
En las décadas de 2000 y 2010 apareció principalmente en producciones de televisión, entre las que destacan Zorro: la espada y la rosa, La traición, Oye bonita, El Man es Germán, Garzón vive y Tres Caínes, en la que interpretó el papel del expresidente Ernesto Samper Pizano.
Falleció el 7 de noviembre de 2021 en Bogotá, según declaraciones de sus familiares. Las causas de su deceso no han sido especificadas.

## Filmografía destacada

### Cine y televisión
- 2013 - Tres Caínes
- 2012 - Amor de Carnaval
- 2011 - Infiltrados
- 2011 - Mujeres al limite
- 2011 - La Reina del Sur
- 2010 - El man es Germán
- 2010 - La diosa coronada
- 2010 - A corazón abierto
- 2010 - Los caballeros las prefieren brutas
- 2009 - Niños ricos, pobres padres
- 2008 - Oye Bonita
- 2008 - Sin Senos No Hay Paraíso
- 2008 - La traición
- 2007 - El Zorro: La espada y la rosa
- 2006 - Karmma, el peso de tus actos
- 1997 - Yo amo a Paquita Gallego
- 1996 - La viuda de Blanco
- 1994 - Las aguas mansas
- 1993 - Crónicas de una generación trágica
- 1987 - San Tropel
- 1987 - El embajador de la India